# アリヤン・アデミ
アリヤン・アデミ（Arijan Ademi, 1991年5月29日 - ）は、クロアチア・シベニク出身のサッカー選手。プルヴァHNL・NKディナモ・ザグレブ所属。ポジションはMF。北マケドニア代表。

## クラブ経歴
2008年3月22日、16歳にしてHNKシベニクでトップチームデビューを果たす。
2010年6月16日、昨シーズン、プルヴァHNLを制覇したNKディナモ・ザグレブへと移籍した。

## 代表経歴
2010年には、U-19クロアチア代表の一員としてUEFA U-19欧州選手権2010に参加し、同大会の3位入賞に貢献した。
2014年10月9日、代表チームをそれまでクロアチア代表としてプレーしていたが、北マケドニア代表へと変更した。

## 人物
- 2015年、UEFAチャンピオンズリーグのアーセナルFC戦でのドーピング使用が疑われ、4年間の公式戦出場停止を受けた。しかし、のちに2年へと緩和されている。

- アデミはアルバニアの流れを組んでおり、従妹には同じく北マケドニア代表で活躍するアギム・イブライミがいる。